# Барцано
Барцано̀ (на италиански: Barzanò, на западноломбардски: Barzenò, Бардзено) е градче и община в Северна Италия, провинция Леко, регион Ломбардия. Разположено е на 365 m надморска височина. Населението на общината е 5191 души (към 2014 г.).